# Microregione di Araguaína
Araguaína è una microregione dello Stato del Tocantins in Brasile appartenente alla mesoregione Ocidental do Tocantins.

## Comuni
Comprende 17 comuni:
- Aragominas
- Araguaína
- Araguanã
- Arapoema
- Babaçulândia
- Bandeirantes do Tocantins
- Carmolândia
- Colinas do Tocantins
- Filadélfia
- Muricilândia
- Nova Olinda
- Palmeirante
- Pau d'Arco
- Piraquê
- Santa Fé do Araguaia
- Wanderlândia
- Xambioá